# Проспект Победы (Симферополь)
Проспе́кт Побе́ды, до 1985 года Феодосийское шоссе — одна из самых широких улиц Симферополя, находится на территории Киевского административного района города.

## Расположение
Проспект начинается с площади Куйбышева, простирается в северо-восточном направлении, в сторону Феодосии и переходит за пределами города в дорогу Симферополь — Феодосия 35К-003 по российской или Р-23 по украинской кодировке. На проспекте расположено несколько рынков (Будёновский и Бородинский). Проспект находится на территории Киевского административного района Симферополя.

## История

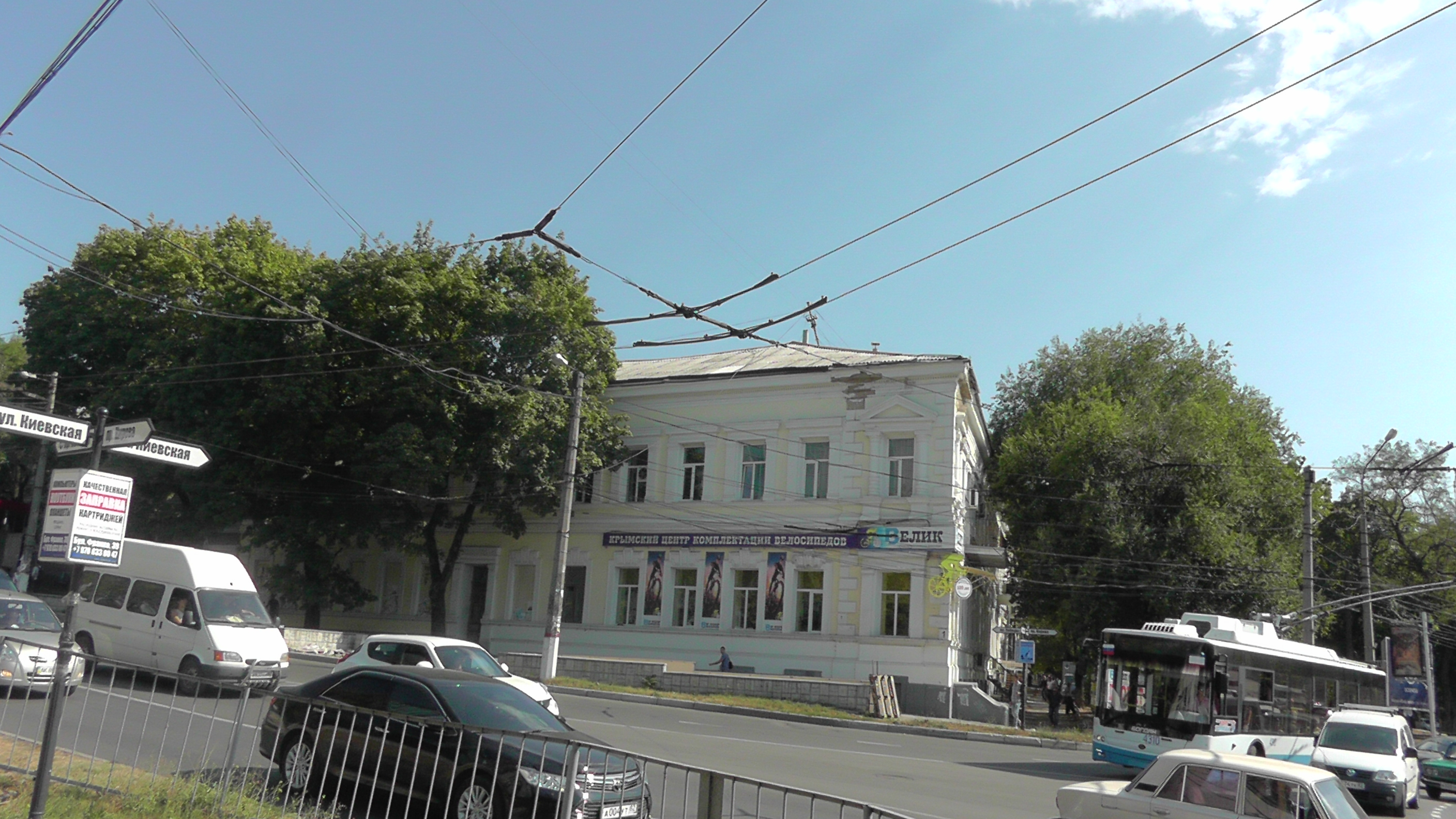
Проспект Победы, дом № 1. Современный вид.

На старейших известных планах Симферополя 1784 (проект) и 1804 года дорога на северо-восток именуется Карасубазарской. В атласе Ильина 1871 года за Салгиром уже существует застройка (исторический район Новый город). На картах конца XIX века, например из Практического путеводителя по Крыму Г. Г. Москвича (1888), эта улица уже носит название Феодосийской. Следует учитывать, что её начальный участок от моста через Салгир до ул. Мюльгаузенской (до площади Куйбышева) в настоящее время относится к проспекту Кирова. К началу Великой Отечественной войны городской чертой являлись кварталы до моста через Малый Салгир. Далее по шоссе находилось только несколько отдельно стоящих зданий. После войны по Феодосийскому шоссе симферопольцам в 1947—1952 годах массово выделяются участки для индивидуального строительства (исторический район Сергеевка). По четной стороне до современной улицы Кечкеметской, по нечетной до современной улицы Бородина. И наконец в 1960—1970 город поглощает села Свобода, Белое (исторический район Свобода). До репатриации крымских татар в конце 1980-х и выдачи участков городской чертой считалась конечная троллейбусных маршрутов и автостанция Восточная. С 2000-х годов городская черта представлена по четной стороне микрорайоном Акрополис, по четной стороне микрорайоном Хошкельды.
Старейшим строением на проспекте является здание винзавода Дионис, дом № 1 (1852—1853 годы, во время постройки здание было за городской чертой, за садами обывателей). Застройка по нечетной стороне от пл. Куйбышева по ул. 51 армии относится к концу XIX — началу XX века. Старая застройка четной стороны представлена только домом № 10, другие одноэтажные строения квартала до ул. Лермонтова и далее до моста через Малый Салгир были снесены в конце 70-х годов. Кварталы четной стороны застроены 9 этажными постройками (см. Типовые серии жилых домов). Кварталы нечетной стороны от ул. 51-й Армии и далее до ул. Бородина относятся к 1940—1950-м годам и застроены одноэтажными частными домами. Аналогичная одноэтажная застройка по четной стороне от моста через Малый Салгир до Кечкеметской ул. До середины 70-х единственным зданием по четной стороне на протяжении от Кечкеметской ул. до развязки объездной 35А-001 был 2-этажный дом почты (сейчас снесен). За ним находилось пшеничное поле. В конце 70-х квартал также застроен панельными 9-этажными домами. 16-этажный двухсекционный дом на остановке Бородина — архитектурная доминанта района. За объездной дорогой 35А-001 до автостанции Восточная расположена по четной стороне частная застройка, а по нечетной комплекс зданий Симферопольского автотранспортного техникума (сдан в 1983 г.).
До 80-х годов XX века проспект Победы назывался Феодосийским шоссе (Феодосийской улицей). Впоследствии, в ознаменование 40-летия победы в Великой Отечественной войне проспект был переименован в проспект Победы. Одновременно началось создание у проспекта Победы на набережной Малого Салгира парка Победы, не завершенное с развалом СССР. Ныне эта территория застроена коттеджами. С 1980-х годов и по 2012 значительно расширена до 6 полос последовательно на участках пл. Куйбышева — ул. Лермонтова, ул. Лермонтова — Луговая ул., Луговая ул. — ул. Бородина. В настоящее время имеется четыре подземных перехода. Подземный переход в районе ул. Бородина, заложенный весной 2013 и открытый в ноябре 2015 года, обошелся казне города в 78 млн руб.
В ходе реконструкции и расширения проспекта Победы был снесен квартал между улицами Луговой и Надинского44°57′59″ с. ш. 34°07′38″ в. д.. В результате часть домов стоящих на современном проспекте имеют старые адреса Ветеринарного переулка № 5, 5А, 7, 9.

## Примечательные здания и памятники

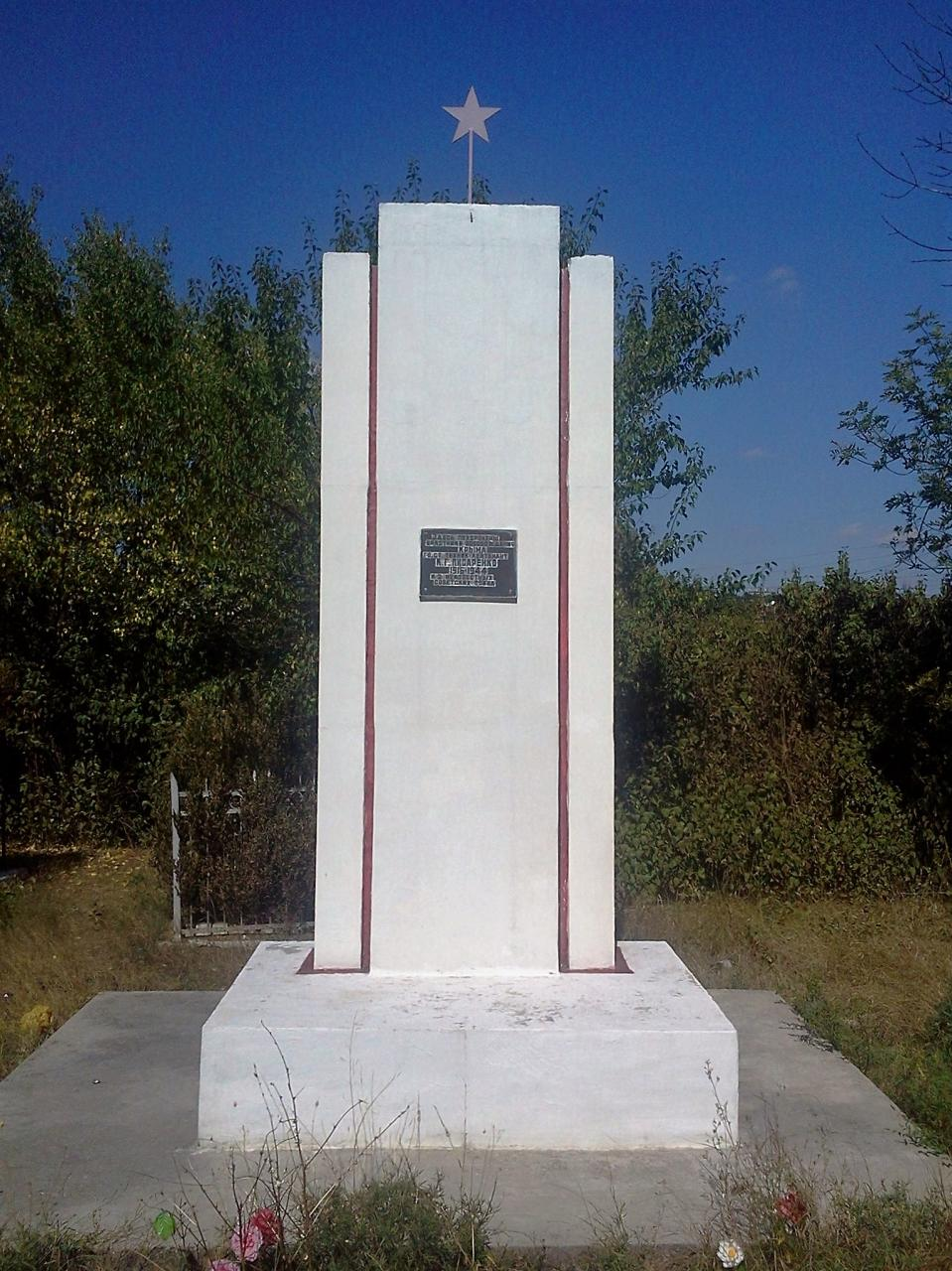
Братская могила техника-лейтенанта Г. К. Писаренко и двух неизвестных советских воинов, кладбище Белое, Симферополь, 1944

- № 1 — «Дом Христофорова». Основательное двухэтажное строение строгих форм, находится на углу улицы Киевская и проспекта Победы. Первоначально построенное как пороховые склады перед Крымской войной, из-за сырости продано казной винопромышленнику Г. Н. Христофорову. Использовался так же Крымским университетом в 1921—1925 годах в учебных целях. В настоящее время в доме расположен корпус винзавода «Дионис»[6].
- № 10 — Дом, где находилась в доме патриотов Волошиных явочная квартира штаба Северного соединения крымских партизан в 1942—1944 годах, мемориальная доска 1967 года[8].
- № 176 — Двухэтажное здание МБОУ «Средняя образовательная школа № 6 им. В. А. Горишнего». Построено в 1954 году ка восьмилетняя школа, одна из первых послевоенных новостроек, постоянно используется для образовательных целей с момента постройки[9].

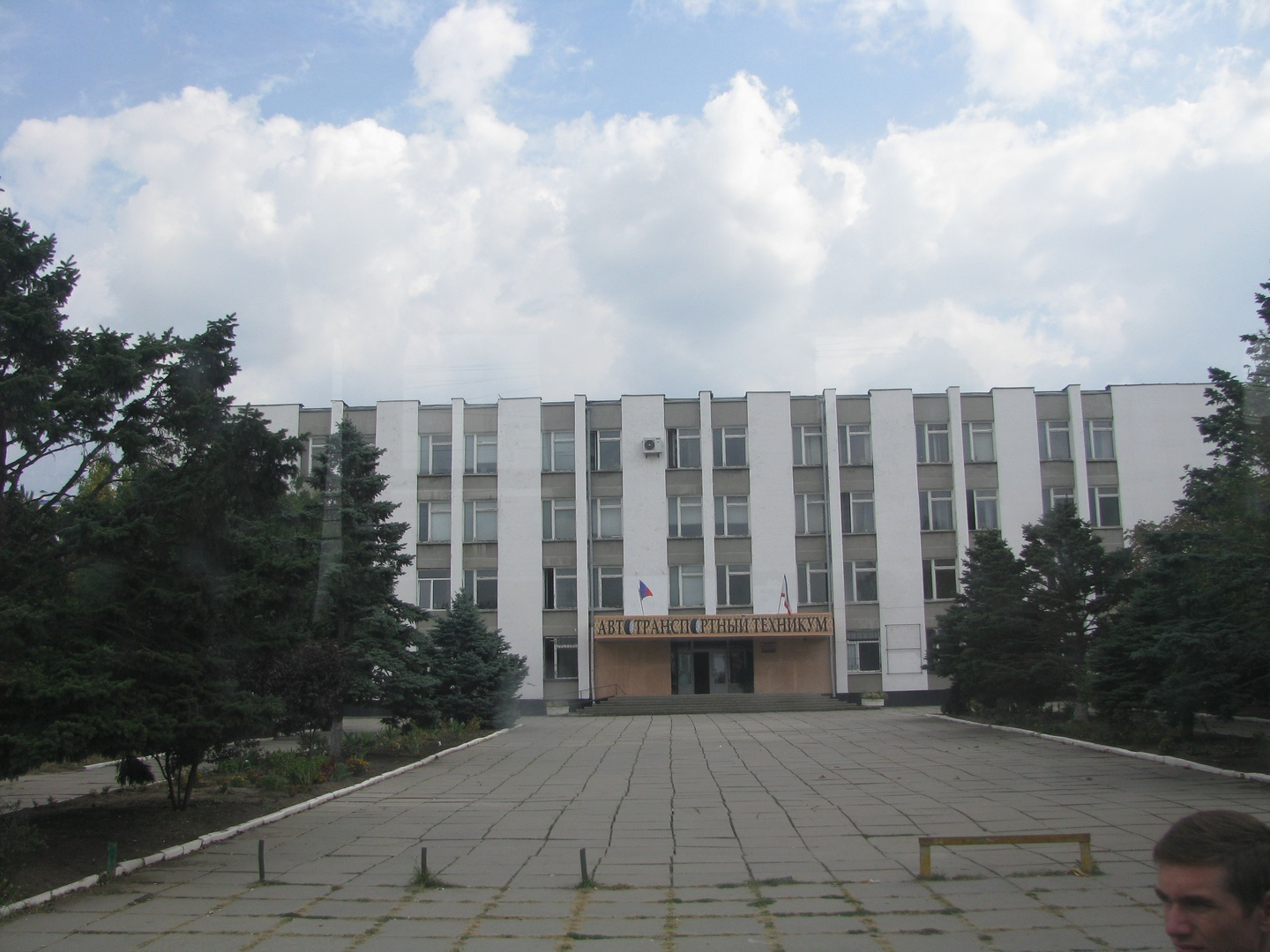
Симферопольский автотранспортный техникум

- Микрорайон Свобода. Кладбище. Братская могила советских воинов, 1944, памятник 1960 года44°59′01″ с. ш. 34°08′34″ в. д.HGЯO. Объект культурного наследия народов РФ регионального значения. Рег. № 911710892360005 (ЕГРОКН)
- № 211 — Симферопольский автотранспортный техникум. Четырёхэтажный учебный корпус, двухэтажный лабораторный, актовый и спортивный залы, 9-этажное здание общежития начали строиться в 1979 году и сданы в 1984 к 200-летию города. Памятная доска в честь учащихся автотранспортного техникума, погибших в годы Великой Отечественной войны, 1984.
- № 218 первый в Симферополе 16-этажный дом, построенный в 1980 году по московскому проекту.
- № 245 Строительный гипермаркет ООО «Новацентр К» № 4. Это один из крупнейших объектов этого профиля в Крыму. Торговые площади здания превышают 10000 кв. метров[10].
- № 458А — к северо-востоку от этого строения находятся стела «Симферополь» и каменный поклонный крест44°59′41″ с. ш. 34°10′02″ в. д.HGЯO

## Транспорт

### Трамвай
С 1914 года до 1970 годов по Феодосийскому шоссе ходил трамвай — маршрут № 2 (от пл. Куйбышева до ул. Лермонтова, закрыт 28 ноября 1968 года, заменён троллейбусом № 10) и маршрут № 4 (от пл. Куйбышева до Оборонной улицы, ныне улица 51-й Армии, закрыт 30 ноября 1970 года).

### Троллейбус
На проспекте Победы до 2014 года проходили троллейбусные маршруты 1Б, 3, 5, 7, 13, 14 (от Кечкеметской улицы до пересечения с объездной дорогой), 10 (от площади Куйбышева до улицы Лермонтова), 13 (от площади Куйбышева до пересечения с Симферопольской объездной дорогой), 14 (от Кечкеметской улицы до поворота на улице Глинки). Ранее, в 1990-е ходили так же троллейбусы 7, 13А. После отключения Украиной 6 октября 2015 подачи электроэнергии движение троллейбусов было приостановлено. После снятия энергоблокады во второй половине мая 2016 и оптимизации маршрутной сети по проспекту Победы проходят троллейбусные маршруты 4А, 5, 7, 10.

### Автобус и маршрутные такси
По Проспекту Победы движется основной поток автотранспорта из центра Симферополя в сторону микрорайона Свобода, Загородный и города Феодосии. В настоящее время проходят автобусные маршруты 3, 3А, 30, обслуживаемые МУП Горавтотранс.